# Friese Buurt
Friese Buurt, également De Friese Buurt, est un hameau de la commune néerlandaise du Helder, dans la province de la Hollande-Septentrionale. En 2011, le village comptait environ 130 habitants.